# 日産・マキシマ
マキシマ（MAXIMA、西玛）は、日産自動車が製造し、北米、メキシコ、ドバイなどで販売していたセダンおよびワゴンである。

## 概要
日本国内での販売期間は「ブルーバードマキシマ」を名乗っていた時期を含めた1984年から1994年の10年間。生産はA33型までが日産自動車追浜工場で行われ、それ以降のモデルは北米日産会社スマーナ工場で生産されている。
オーストラリアではティアナ、サウジアラビアやUAEでは、セフィーロを同名で販売している。また、かつてはローレルを同名で販売していた国もあった。
アメリカ・カナダでは2023年7月をもって新規生産が停止された。

## 初代 G910型（1981年 - 1984年）
1981年に910型ブルーバードをベースとする「DATSUN 810 MAXIMA」を北アメリカ（アメリカおよびカナダ市場）で発売。なお、1983年までは「ダットサン」の名前が冠されていたが、1984年モデルからは日産バッジをつけた日産モデルの「NISSAN MAXIMA」となった。
当時アメリカで発売されていた日産の最高級車種として発売され、トヨタ・クレシーダやアウディ・4000などと競合すべく、同市場で人気の6気筒エンジンを搭載するために、前部ドアより以前の部分を中心にブルーバードよりも全長が99mm延長されていた。
4ドアセダンと同ワゴンの2つのボディが用意された。車格感を出すために、メッキを多用したグリルデザインへの変更やオーナメントが追加されたほか、大型バンパーが標準装備とされた。
エンジンには、L24型を基に、燃焼室形状の変更による有害排出物の低減と、コンロッドの薄肉化やメタル幅の縮小などの低フリクション対策を施し、燃料供給をEGIとした直6 2.4L L24E型が採用された。また1981年から1983年まで、アメリカ市場では直6 2.8L OHC LD28型ディーゼルエンジンも搭載された。なお駆動方式は後輪駆動であった。
トランスミッションは3速オートマチックトランスミッション（AT）および5速マニュアルトランスミッション（MT）が採用された。またパワーステアリングポンプは厚木工場製であったが、一部はアメリカのゼネラルモーターズ製であった。
カセットとラジオを備えたカーステレオやエアコン、アルミホイールもしくはワイヤ調ホイールを標準装備するほか、導入当時アメリカ市場で人気があったツートーン塗装やホワイトリボンタイヤ、暗証番号式のキーレスドアやサンルーフなどもオプション設定されるなど、上級車種として豊富な装備を備えていた。さらにワゴンにはウッド調パネルやルーフキャリアも用意されていた。

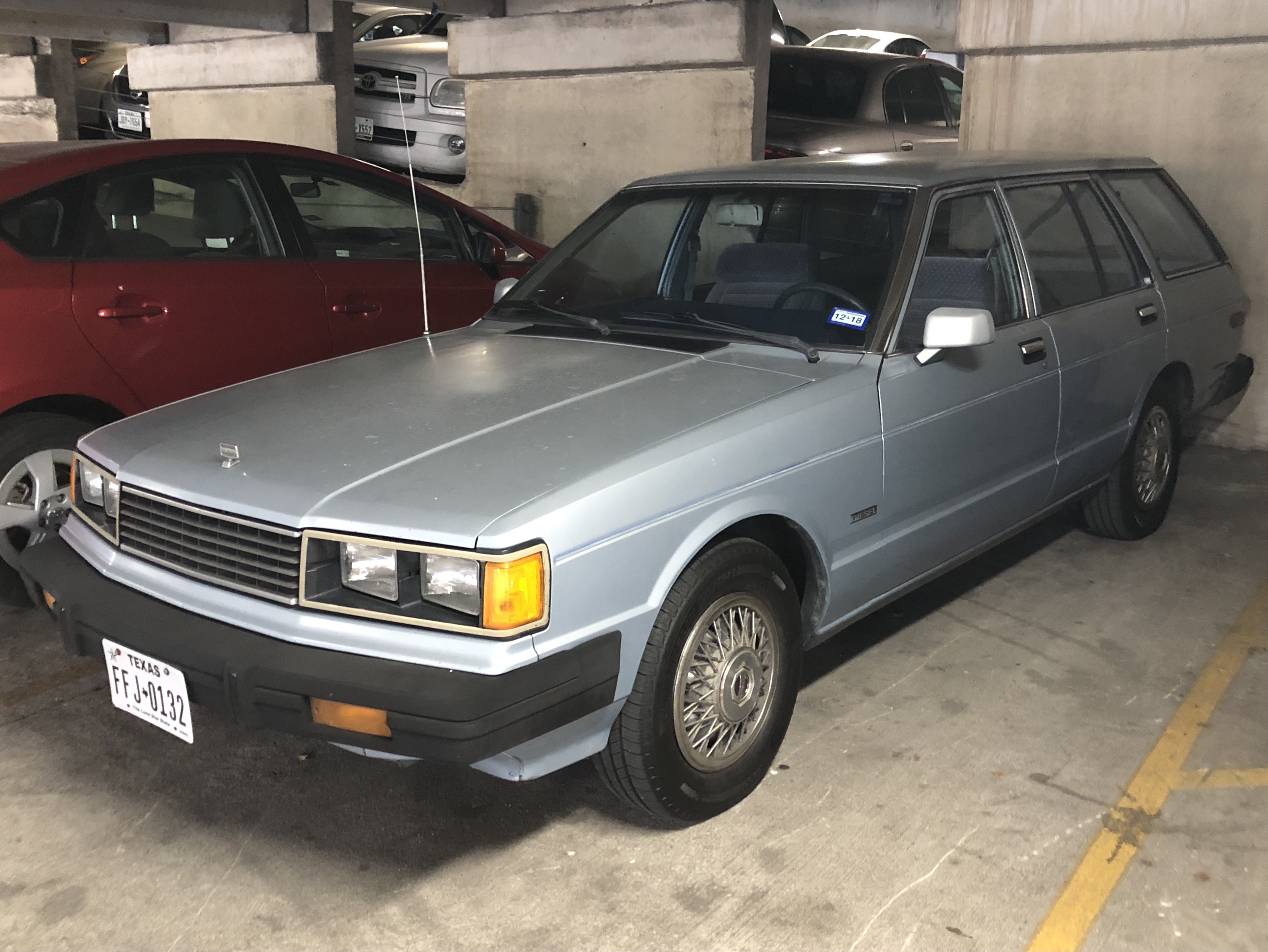
ワゴンモデル

## 2代目 PU11型（1984年 - 1988年）
1984年10月に日本では「ブルーバードマキシマ」として、アメリカ市場では引き続き「マキシマ」として同時発売。初代とは異なり日本仕様にも810型以来となる6気筒エンジンを搭載、日米同時発売された事も話題となった。
PU11系ブルーバードマキシマは、U11系ブルーバードのフロントノーズ部分を90mm延長し、セドリックなどのFR車に搭載されるV型6気筒 VG20ET型エンジン、専用グリル、大型パンパーなどが与えられ、駆動方式がFFに変更された。ちなみにV6エンジンとFFの組み合わせは日本初であった。また、輸出仕様車にはV6 3.0L VG30Eが搭載され、トランスミッションは4速ATおよび5速MTが組み合わせられた。
日本では4ドアハードトップを販売のメインとしセダンも設定されたが、北米では4ドアセダンが販売のメインでワゴンも設定された。
1986年1月にマイナーチェンジが行われ、フロントノーズがややスラント化されるのと同時にテールランプのデザイン変更。VG20Eエンジン（自然吸気）車を追加。車種整理を行い、XVを廃止、セダンはVG20E搭載のルグランのみとなる。なお同年末にはアメリカ仕様も内外装の変更が行われた。
1987年2月、北米仕様にワゴンを追加。北米における安全法規変更対応の為、同月にオートマチックショルダーベルトが新たに装備された。
1987年5月に一部改良。車名をそれまでの「ブルーバードマキシマ」から「マキシマ」として独立（トランクのエンブレムは「NISSAN MAXIMA」に）。販売上ブルーバードシリーズからの離脱を図る。ただし正式名はブルーバードマキシマであり、型式はPU11型のままである。
1987年9月に4気筒エンジンのブルーバード（4ドアセダンと4ドアハードトップ）がフルモデルチェンジされたが、ブルーバードバン/ワゴン（1990年のアベニール登場まで）、6気筒エンジンのマキシマ（1988年まで）はU11型で引き続き生産。
1988年、生産終了。ワゴンモデルはこの代で廃止された。

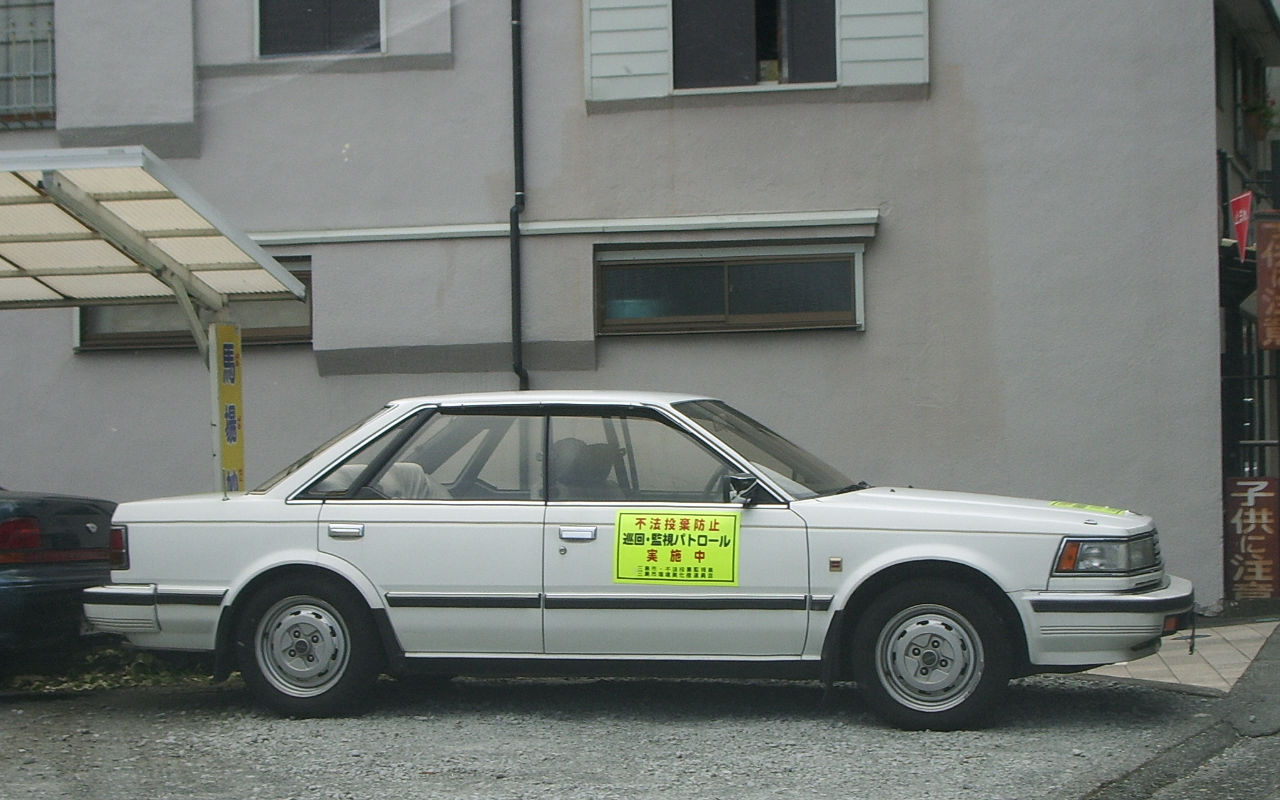
ブルーバードマキシマ 4ドアハードトップ 前期型（日本仕様）
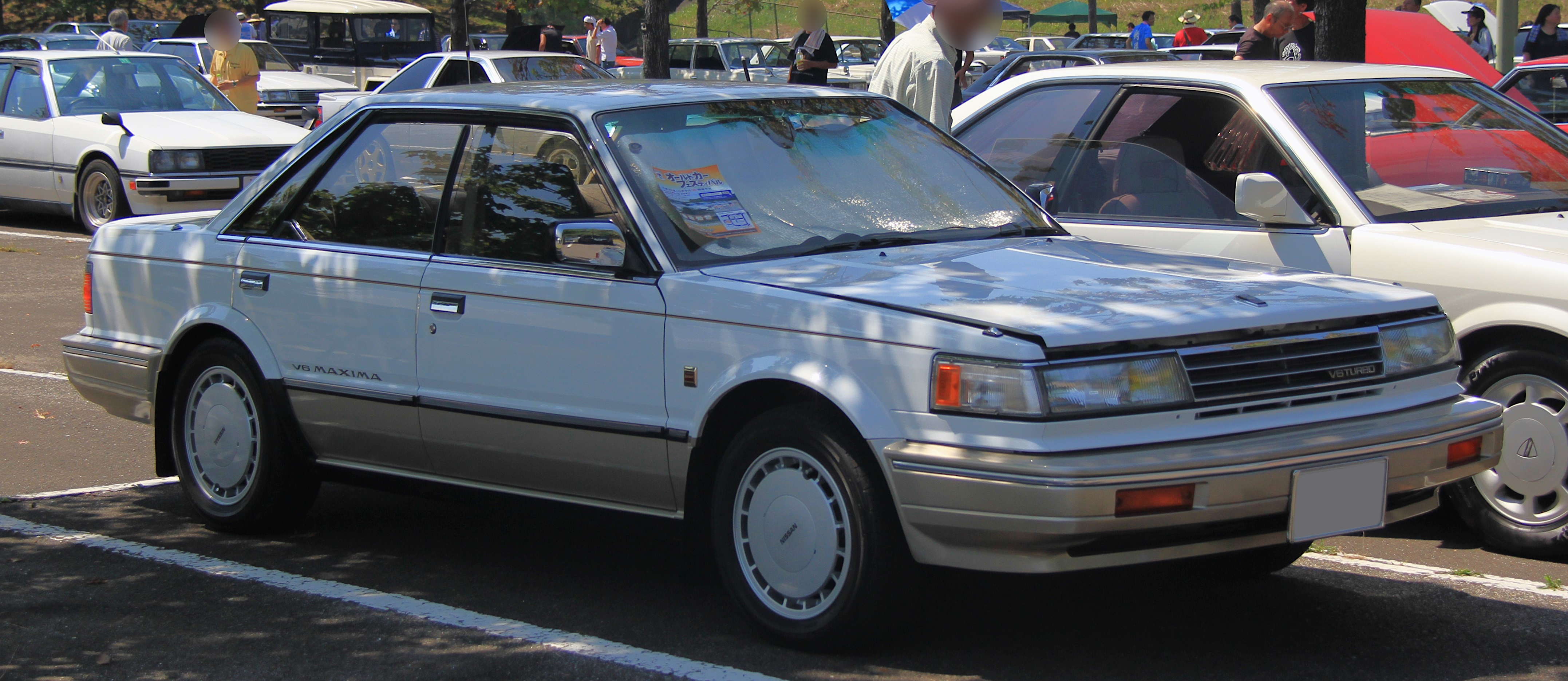
マキシマ 4ドアハードトップ V6ターボ ルグラン 後期型（日本仕様） フロント
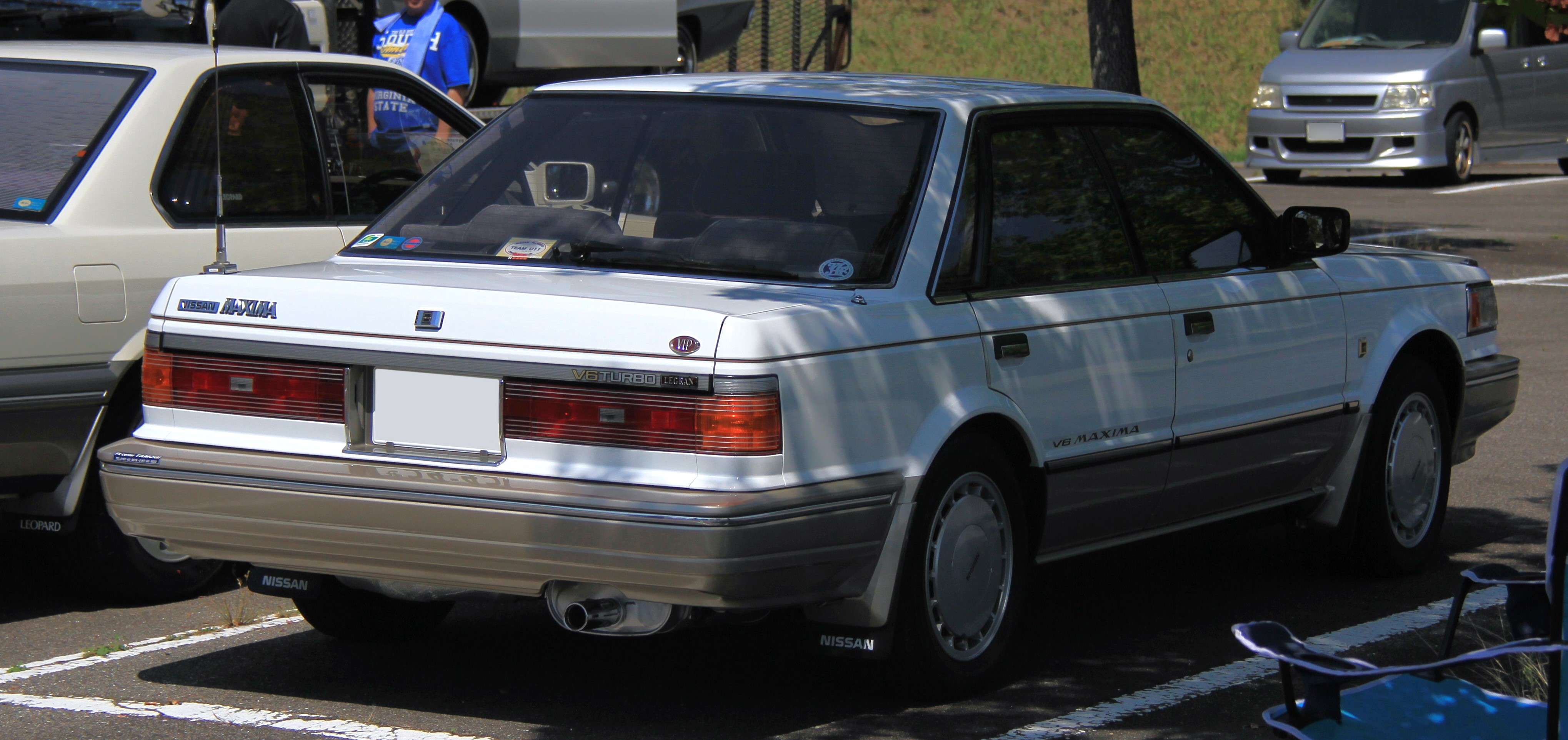
マキシマ 4ドアハードトップ V6ターボ ルグラン 後期型（日本仕様） リア
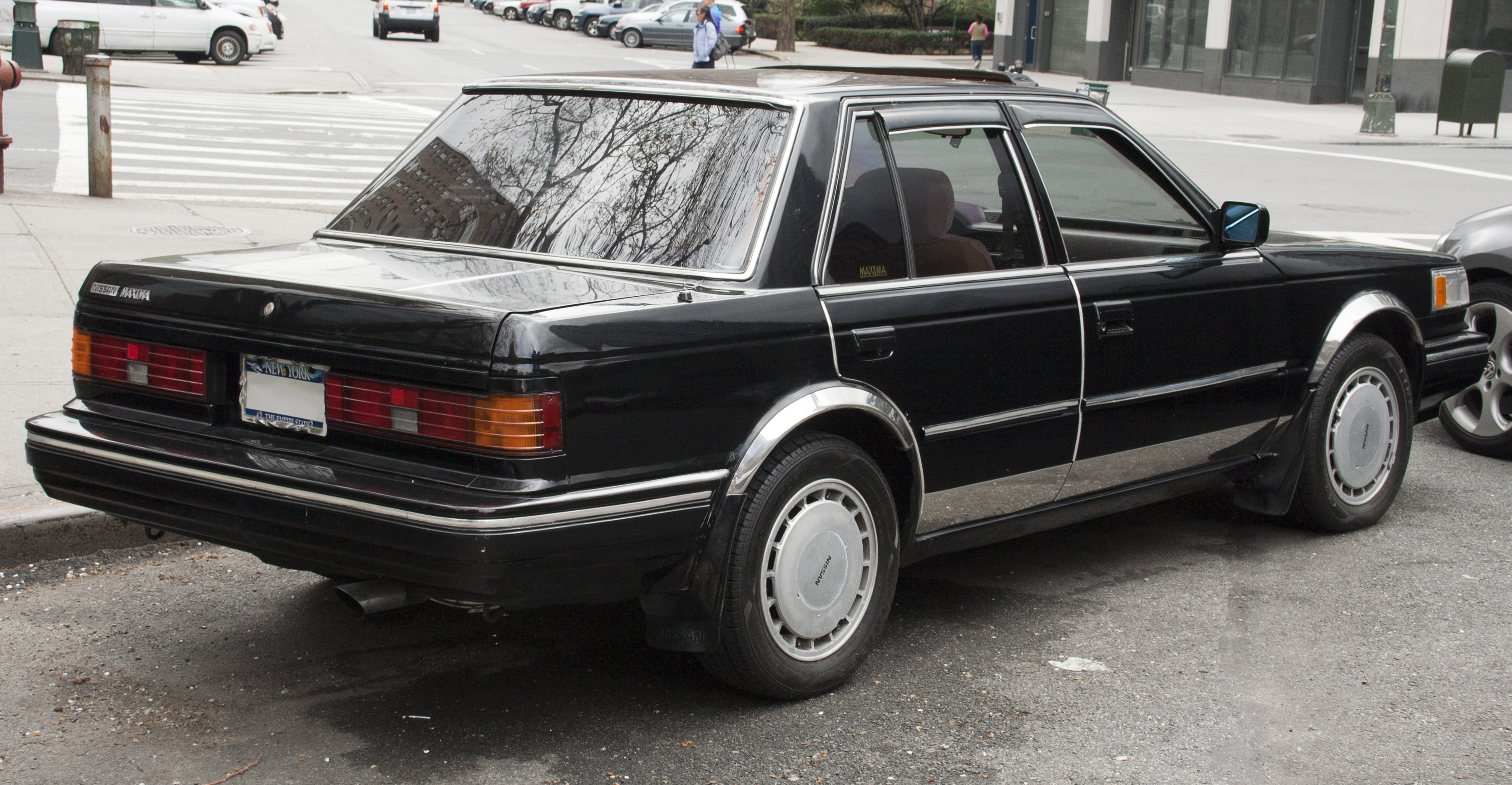
セダン 後期型（北米仕様） リア

## 3代目 J30型（1988年 - 1994年）
1988年10月、J30型にモデルチェンジ。日産はこれを「4ドアスポーツカー」と称した。
このモデルは日本の5ナンバー枠の全幅（1700mm）を上回る最初のモデルであり、3ナンバー専用の大柄なボディによる広い室内、4輪・アンチスキッド・ブレーキ・システム（4WAS）が搭載され、3.0LのV6エンジン（VG30E型）による太いトルクと静粛性により、快適性を追求したファミリーカーを標榜した。日産車の中ではいち早くABSを搭載したモデルでもある。ただし、車両重量は先代モデルよりも減少しており、V6・3.0Lエンジン搭載車種の中では一番軽量である。
前モデルで採用された前輪駆動を踏襲し、トランスミッションは4速ATおよび5速MT（アメリカ仕様のみ）を採用。
上記にあるように初めて日本国内の5ナンバー枠を超え、かつ世界市場で共通のボディを持つことを強調するため、日本市場においては、ティザーキャンペーンでは陣内孝則、大橋巨泉、倍賞美津子がCM出演。デビュー以降後期型の登場までCM出演者は、4人のアメリカ人タレント（ケント・デリカット、ケント・ギルバート、チャック・ウィルソン、デーブ・スペクター）とされた。
1989年8月にスポーティ仕様のSE（SPORTS EDITION）を追加。この時点でのグレード構成は下からTYPE Ⅰ、TYPE Ⅱ、SE。その後1991年1月にはSV（SPECIAL VERSION）が追加されSEが廃止された。
1990年に、アメリカの「カー・アンド・ドライバー」誌の「10ベストカー」にマキシマSEが選ばれる。
1991年1月、3000SV追加。
1991年8月に行われたマイナーチェンジで、専用のVE30系DOHCエンジンが搭載され、外観、装備ともやや豪華さと高級感を意識したものに変更される。同年年頭の3000SV追加時に廃止したスポーティ仕様のSEが復活。
日本仕様ではフロントグリルに新たにマキシマ専用のエンブレムが装着されたほか、グレード構成も下からTYPE A、TYPE B、TYPE C、SEに変更。TYPE Cは標準の本革シートを高級モケット地シートに変更することも可能だった。内装はステアリングがSE以外のグレードも4本スポークタイプに変更され（SEは前期型のものを継続採用）、新たに運転席SRSエアバッグもオプション装着できるようになった。またTYPE系グレードにシート、ドアトリム、天井、ダッシュボードを専用色とした「ライトベージュセレクション」を新設定。TYPE Cでは本革、それ以外のグレードではペンシルストライプ調高級モケット地シートとなる。
1992年にアメリカ市場のSEモデルに、V6 3.0L VE30DEエンジンを搭載。なお、もう1つのグレードであるGXEには生産終了時までVG30E型エンジンが搭載された。また、同年、アメリカ仕様の外観が変更され、全高が1,400mmから1,346mmに縮小された。同年に、ローレルの後継車として、ヨーロッパでの販売を開始。エンジンはVG30Eのみを搭載した。
1993年12月に生産終了。在庫対応分のみの販売となる。
1994年8月に販売終了。新車登録台数の累計は2万7214台。日本向けはセフィーロA32系に統合され、マキシマは再び輸出車専用ネーミングに戻った。なお、「J3*」の型式はティアナに受け継がれており、前述の通り、オーストラリアでは日本でいうところの「ティアナ」が「マキシマ」として発売されている。

## 4代目 A32型（1994年 - 1999年）
1994年5月にセフィーロ（日本仕様ではSツーリンググレードに相当）の北米市場専用モデルの「マキシマ」として登場。のちに兄弟車種として3.0Lモデルがインフィニティ・I30（セフィーロの日本仕様ではエクシモグレードに相当）として北米市場に投入される。なお「I30」はボディ自体はA32型セフィーロそのものであるが、フロント周りとテールランプ周り、ホイールのデザインが独自のものとされ、内装もセンターパネルのデザイン変更やレザーシートを採用するなどして高級化が図られている。
エンジンはV6 3.0L VQ30DE型のみを搭載され、4速オートマチックトランスミッションと5速マニュアルトランスミッションが組み合わせられる。
1995年1月にモータートレンドの「インポート・カー・オブ・ザ・イヤー1995」を受賞。
同年、ヨーロッパ向け「マキシマQX」としてA32型セフィーロが投入される。さらに、1995-1996年のカー・アンド・ドライバー10ベストカーにマキシマSEが再度選ばれた。
1997年にはマイナーチェンジが行われ、クリアレンズヘッドライトの採用、テールランプやフォグランプ、フロントグリル、リアデザインの変更など、外装の変更が行われる。また、それに伴い、全長が4,768mmから4,811mmに延長された。さらに、同時にステアリングやCDプレーヤーなど、内装の変更も行われた。
1998年、サイドエアバッグをオプションとして追加。
1999年、小変更。エンジンイモビライザーの標準装備化、トラクションコントロールシステムのオプションとしての追加などが行われた。

## 5代目 A33型（2000年 - 2003年）
2000年3月にヨーロッパ向け「マキシマQX（日本名: A33型セフィーロ）」を第70回ジュネーブモーターショーに出品。
2000年にはアメリカで販売開始。カリフォルニアのラ・ホーヤデザインスタジオでデザインされる。日本仕様のセフィーロとはフロント、リア共にデザインの差別化が図られた。
当初、エンジンは先代同様、V6 3.0L VQ30DEのみを搭載していた。また、トランスミッションは4速AT、5速および6速MTが用意された。
2001年、特別仕様車「20th Anniversary edition」を発売。エンジン出力は166kWから170kWに増加した。
2002年には、マイナーチェンジが行われ、CIを現行のものに変更し、エンジンを3L VQ30DEからV6 3.5L VQ35DEに変更、HIDロービームヘッドライトも採用された。また、全長も4,839mmから4,864mmに増加した。
2003年、特別仕様車「Titanium Edition」を発売。内装などが標準車と差別化された。

## 6代目 A34型（2003年 - 2008年）
2003年1月に北米国際自動車ショーに北米専用車両としてA34型マキシマを出展。プラットフォームは、ティアナ（J31型） と同じ、FF-Lプラットフォームを利用する。搭載するエンジンはV型6気筒 DOHC VQ35DE型のみで、4速および5速AT、並びに6速MTを組み合わせることで、北米地域におけるティアナのスポーツバージョンとしての位置付けとなっている。生産拠点は北米日産のテネシー州スマーナ工場。
2003年には日本でセフィーロとローレルが廃止され、統一後継車としてティアナに統合された。オーストラリアとニュージーランドへはティアナの現地販売ブランドとして、マキシマの名称が用いられている。
2007年にはマイナーチェンジが行われた。フェイスリフトを行い、フロントグリルやヘッドライトのデザインの変更を行ったほか、エクストロニックCVTを新たに装備。また、全長が4,915mmから4,938mmに増加した。またMTは廃止された。
2008年、特別仕様車「Platinum Edition」を発売。同年生産終了。

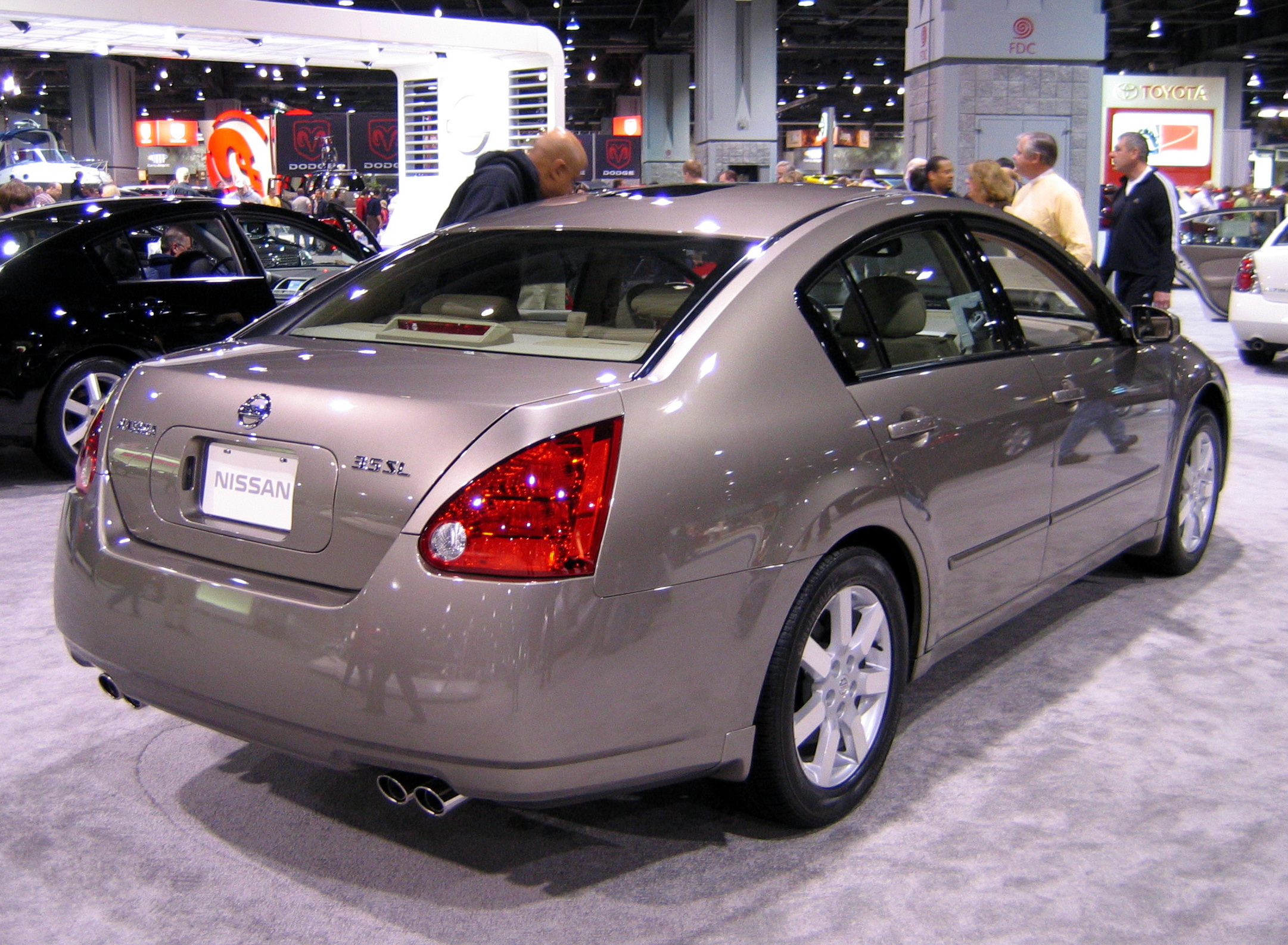
リア（前期型）

## 7代目 A35型（2008年 - 2015年）
2008年にニューヨーク国際オートショーにて発表。ティアナ（J32）と同様に新たにDプラットフォームを採用した。アルティマにも2001年モデルから3.5LのV6エンジンが設定され、2006年モデルからはプラットフォームもマキシマと共通となっているが、北米日産ではマキシマを以ってフラッグシップモデルとしている。
自動車業界全体が軒並み車体拡大を繰り返す中、全高は低く、全幅は広く、全長は短くなる。全長はアルティマ比約+20 mmという短さとなったが、これらの数値はハンドリング性能向上のためである。デザインはポルシェ・ターボやアストンマーティン・V12ヴァンキッシュを意識したとのこと。開発は日産・フェアレディZ Z34と同時期に行われており、北米市場においては、Zは3ドアスポーツカー、マキシマは4ドアスポーツカーというポジションであるため、ブーメラン形前後ランプなど、共通のデザインを取っている部分もある。また、19インチスポーツタイヤや、ウインカーミラーなども装備された。
エンジンはV6 3.5L VQ35DEが搭載され、トランスミッションはパドルシフト付きのエクストロニックCVTのみが組み合わせられる。
2008年6月には2009年モデルとしてアメリカでの販売を開始。
2007年4月の日産による発表では2010年モデルからディーゼルエンジンを追加する予定とされたが、実現しなかった。

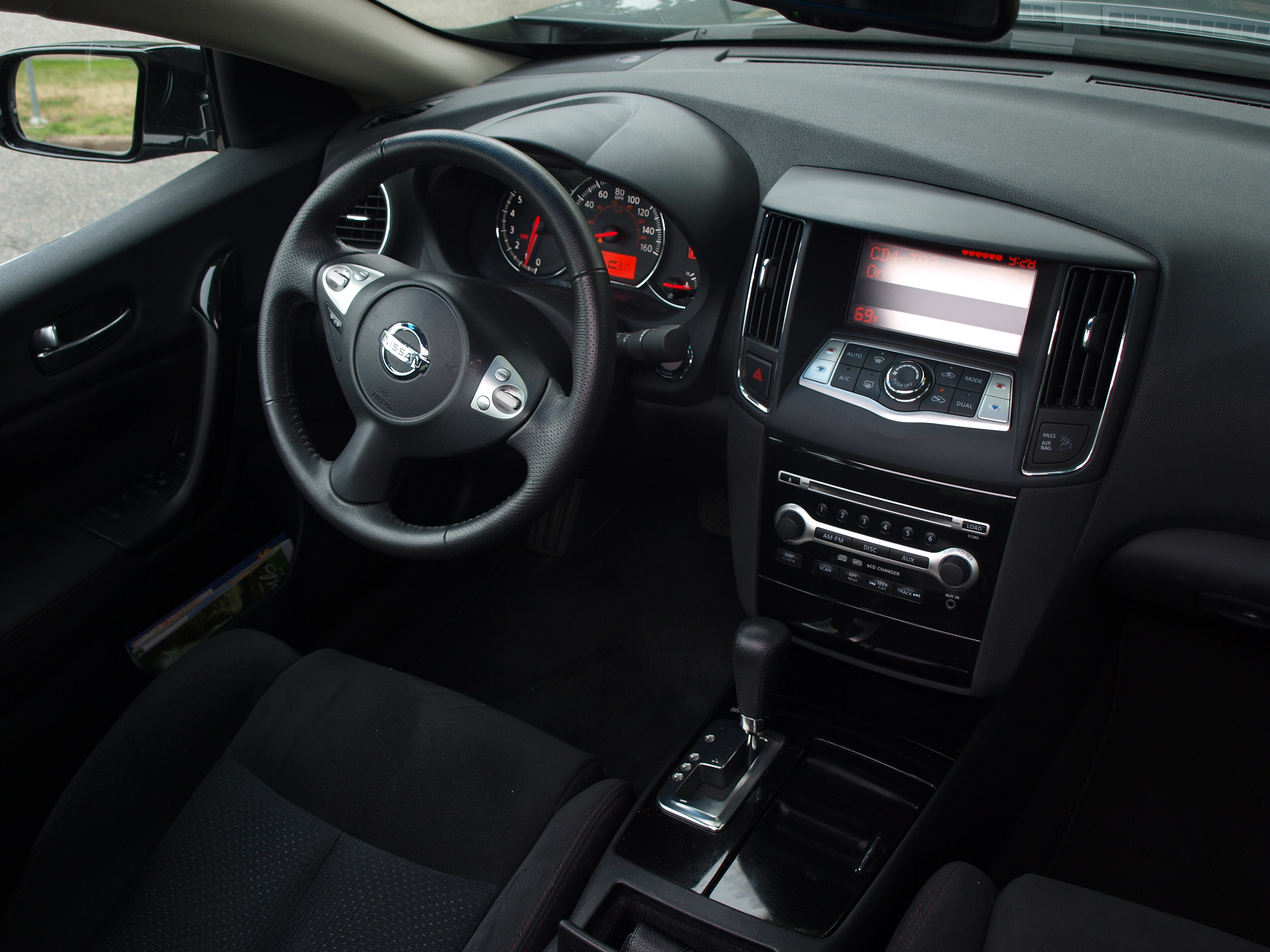
室内

## 8代目 A36型（2015年 - 2023年）
2015年のニューヨーク国際オートショーで披露され、同年6月3日に北米市場で発表・発売を開始した。日産の最先端技術を搭載した8代目となる同車は、優れた走行性能、最新のデザインを誇り、中型セダンセグメントに新基準を打ち立てる「4ドア スポーツカー」として革新的なモデルとなっている。 
新型「マキシマ」は、2014年の北米国際自動車ショーで披露した斬新な「スポーツセダンコンセプト」をコンセプトモデルとしている。
同車に搭載する新型3.5L・V6エンジン「VQ35DE」は、型式と基本設計こそキャリーオーバーではあるが、約6割の部品を新規に採用したことで、従来型比15％の燃費向上を実現。6400rpmで300馬力の出力が得られる。また、プラットフォームも先代の「Dプラットフォーム」のキャリーオーバーだが、新たにCMFの技術要素を盛り込んでいる。
エクステリアは、「スポーツセダンコンセプト」で提示した新しい基本設計概念に基づき、同セグメントとしては画期的なワイドアンドローによりスポーティーなプロポーションを実現した。更に、Vモーショングリル、ブーメランシェイプのランプ、フローティングルーフ等、最新のニッサンデザインランゲージを余すことなく表現している。
インテリアにおいては、ダッシュボードおよびコンソールのレイアウト、ドライバー側に振ったコンソール上の「ディスプレイコマンダー」が、スポーティーさを感じさせる一方で、素材や仕上げにこだわった作り込みが同セグメントに相応しいプレミアム感を表現しており、これらが絶妙にブレンドされた空間を実現している。
新型「マキシマ」のハンドリングと乗り心地は、日産ブランドのセダン初となる1.2GPa級高成形性超ハイテン材（新日鉄住金、神戸製鋼との共同開発）の採用により向上した。また、これにより、現行モデルに対して、ねじれ剛性を25％改善し、82ポンド（約37kg）の軽量化に成功した。
2015年8月には韓国日産を通じて韓国市場でも販売することを発表、同日に予約開始を行った。
2015年11月に中国仕様車は（中国名: 西玛）広州モーターショーに発表。2016年4月25日から同市場での販売を開始した。
2018年12月にフェイスリフトが行われた。
2019年8月には先進安全機能が追加された。同年10月には、インパルを通して日本国内での販売を開始。ベースは北米仕様車で灯火類などを国内の法規に改良しての販売となる。
2022年9月17日-北米日産が2023年モデルを発表。ベース価格は3万8140ドル。すべてのグレードの内外装に、日産の新ブランドロゴを採用。プラチナグレードには、セミアニリンレザーシートと照明付きキックプレートを追加装備する。

## 車名の由来
英語のMaximumの複数形で"Maxima"より。「最大限」「最大数」などをさす言葉。もともとはブルーバードの北米輸出向け6気筒エンジン搭載車のシリーズ名であった。また、さらに遡ればA10スタンザの最上級グレード名でもあった。